# Nowa Nowa
Nowa Nowa – miejscowość w stanie Wiktoria w Australii w odległości 337 km na wschód od Melbourne.
Położone przy odgałęzieniu jeziora Tyers.
W Nowa Nowa, odbywają się corocznie Nudes Art Show - zobacz galerię obrazów.